# Johanna Lombardo

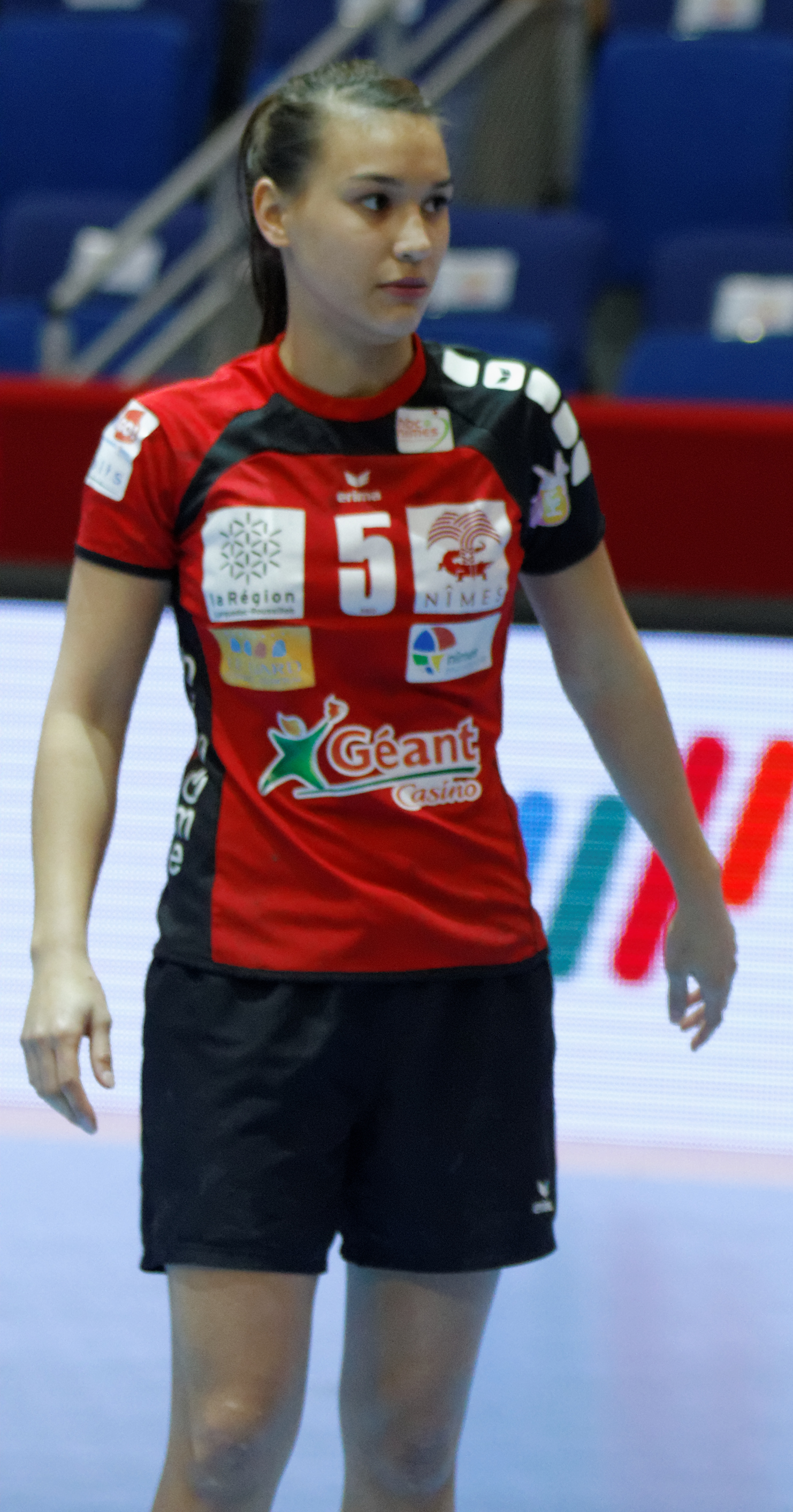
Johanna Lombardo sous le maillot de Nîmes lors de la finale de la coupe de la Ligue 2013.

Johanna Lombardo est une handballeuse française, née le 30 janvier 1993 à Toulouse, évoluant au poste de demi-centre. 

## Biographie
Formée au club de Narbonne (Aude), elle intègre rapidement le pôle espoir de Nîmes. Elle signe également au HBC Nîmes dans les jeunes catégories avant de signer son premier contrat pro dans ce même club. En 2015, elle prend la direction de Bouillargues avant de rejoindre Bourg-de-Péage Drôme Handball de 2016 à 2019. Avec Bourg-de-Péage, elle accède à la première division à l'issue de la saison 2016-2017.
En 2019, elle s'engage avec le club norvégien de Storhamar Håndball.
Bourg-de-Péage Drôme Handball  annonce son retour au club le 8 décembre 2019  en tant que joker pour la fin de saison.

## Palmarès

### En club
compétitions nationales
- finaliste de la coupe de France en 2015 (avec Handball Cercle Nîmes)
- finaliste de la coupe de la Ligue en 2013 (avec Handball Cercle Nîmes)
- championne de France de deuxième division en 2017 (avec Bourg-de-Péage Drôme Handball)

### En sélection
autres
- 10e place du championnat d'Europe junior en 2011[3]
- 4e place du championnat du monde jeunes en 2010[4],[5]